# 섬참새
섬참새(영어: Russet sparrow, 학명: Passer cinnamomeus)는 참새목 참새과에 속하는 새이다. 두꺼운 부리를 가진 땅딸막하고 작은 씨앗을 먹는 새이며 몸길이는 14~15cm(5.5~5.9인치)이다. 깃털은 주로 위쪽은 따뜻한 적색이고 아래쪽은 회색이다. 성적 이형성을 나타내며, 암수 모두 깃털이 집참새와 유사한 패턴으로 나타난다. 목소리는 감미롭고 음악적인 지저귀는 소리인데, 이 소리들을 함께 엮으면 노래가 된다.
3개의 아종이 인정되며, 주로 아랫부분의 노란색이 다르다. 루틸란(rutilans) 아종과 인텐시어(intensior) 아종은 동아시아 일부 지역에서 번식하고 일반적으로 가벼운 삼림 지대에서 발견되며, 신나모메우스(cinnamomeus) 아종은 히말라야산맥에서 번식하며 일반적으로 계단식 재배와 관련이 있다. 섬참새는 집참새와 참새가 없는 도시의 인간 거주의 전형적인 참새이다. 섬참새는 범위의 남쪽 부분에서 더 높은 고도를 선호하지만 북쪽에서는 바다에서 번식한다. 섬참새는 히말라야산맥에서 일부 언어에서는 뚜렷한 이름을 가질 만큼 잘 알려져 있으며 일본 미술에도 묘사되어 있다.
섬참새는 주로 허브와 곡물의 씨앗을 먹지만 특히 번식기에는 베리와 곤충도 먹는다. 이 식단은 농업 지역에서는 사소한 해충이지만 해충의 포식자이기도 하다. 번식하는 동안에는 둥지가 분산되어 있기 때문에 사회적 활동을 하지 않는다. 번식하지 않을 때는 무리를 이루지만 다른 새 종과 교미하는 경우는 드물다. 범위의 일부 지역에서는 섬참새가 적어도 낮은 고도로 이동한다. 둥지는 나무 틈이나 절벽이나 건물의 구멍에 위치한다. 수컷은 짝을 찾기 전에 둥지 위치를 선택하고 그 둥지를 구애 과시용으로 사용한다. 일반적인 클러치에는 5~6개의 흰색 알이 들어 있다. 암수 모두 새끼를 품고 먹이를 준다.